# Padornelo (Galicien)
Padornelo ist ein Ort am Jakobsweg in der Provinz Lugo der Autonomen Gemeinschaft Galicien, er gehört zu Pedrafita do Cebreiro.
Padornelo verfügte im Mittelalter über ein Pilgerhospiz neben der nicht mehr existierenden Kirche Santa Magdalena. An ihrem Standort wurde der jetzige Friedhof angelegt.

## Sehenswürdigkeiten
Die Pfarrkirche San Xoan, deren Patrozinium an die Anwesenheit des Johanniterordens erinnert.